# Аппер-Маганой Тауншип (округ Нортамберленд, Пенсільванія)
Аппер-Маганой Тауншип (англ. Upper Mahanoy Township) — селище (англ. township) в США, в окрузі Нортамберленд штату Пенсільванія. Населення — 648 осіб (2020).

## Демографія
Згідно з переписом 2010 року, у селищі мешкало 796 осіб у 313 домогосподарствах у складі 239 родин. Було 356 помешкань
Расовий склад населення:
| - 99,7 % — білих - 0,1 % — чорних або афроамериканців |

До двох чи більше рас належало 0,1 %. Частка іспаномовних становила 0,1 % від усіх жителів.
За віковим діапазоном населення розподілялося таким чином: 22,2 % — особи молодші 18 років, 58,0 % — особи у віці 18—64 років, 19,8 % — особи у віці 65 років та старші. Медіана віку мешканця становила 45,1 року. На 100 осіб жіночої статі у селищі припадало 99,5 чоловіків;  на 100 жінок у віці від 18 років та старших — 103,0 чоловіків також старших 18 років.
Середній дохід на одне домашнє господарство  становив 54 978 доларів США (медіана — 46 875), а середній дохід на одну сім'ю — 62 188 доларів (медіана — 53 750). За межею бідності перебувало 9,1 % осіб, у тому числі 9,3 % дітей у віці до 18 років та 9,9 % осіб у віці 65 років та старших.
Цивільне працевлаштоване населення становило 353 особи. Основні галузі зайнятості: виробництво — 19,0 %, освіта, охорона здоров'я та соціальна допомога — 14,7 %, роздрібна торгівля — 12,2 %, сільське господарство, лісництво, риболовля — 10,2 %.